# Pariah (Naglfar)
Pariah è il quarto album in studio del gruppo musicale black metal svedese Naglfar, pubblicato nel 2005 dalla Century Media Records.

## Tracce
Testi e musiche di Naglfar.
1. Proclamation – 0:49
2. A Swarm of Plagues – 4:40
3. Spoken Words of Venom – 4:28
4. The Murder Manifesto – 4:27
5. Revelations Carved in Flesh – 4:40
6. None Shall Be Spared – 5:16
7. And the World Shall Be Your Grave – 5:07
8. The Perpetual Horrors – 5:03
9. Carnal Scorn & Spiritual Malice – 4:36

## Formazione
- Andreas Nilsson – chitarra
- Kristoffer Olivius – basso, voce
- Mattias Grahn - batteria
- Marcus Norman - chitarra, tastiere